# コルネル・サラータ
コルネル・サラータ（Kornel Saláta、1985年1月24日  - ）は、スロバキア・ニトラ県出身のプロサッカー選手。スロバキア代表。ポジションは、ディフェンダー(CB)。
ハンガリーにルーツを持つ。

## 経歴

### クラブ
2005–06シーズンにFKプショフでプロデビュー。シーズン終了後、チームの2部降格に伴いFKアルトメディア・ペトルジャルカに移籍。2007–08シーズンにリーグとカップのダブルを達成した。
2009年夏、ŠKスロヴァン・ブラチスラヴァに移籍。
2011年1月、FCロストフに移籍。契約は4年で移籍金は100万ユーロ。2014年8月、FCロストフを退団。

### 代表
2008年5月24日に行われたスイス代表との試合でスロバキア代表デビュー。2010 FIFAワールドカップではパラグアイ代表戦に出場した。

## 人物
ハンガリー系スロバキア人である。スロバキア語とハンガリー語の両方を流暢に話せ、ロシア語と英語も理解できる。

## 代表歴

### 出場大会
- スロバキア代表
  - 2010 FIFAワールドカップ

### 試合数
- 国際Aマッチ 40試合 2得点（2008年-2016年）[4]

| スロバキア代表 | 国際Aマッチ | 国際Aマッチ |
| 年             | 出場        | 得点        |
| -------------- | ----------- | ----------- |
| 2008           | 1           | 0           |
| 2009           | 2           | 0           |
| 2010           | 8           | 0           |
| 2011           | 5           | 0           |
| 2012           | 7           | 0           |
| 2013           | 5           | 1           |
| 2014           | 1           | 0           |
| 2015           | 6           | 1           |
| 2016           | 5           | 0           |
| 通算           | 40          | 2           |

### 得点
| #  | 開催日         | 開催地 | 対戦国       | 得点 | 結果 | 試合概要                    |
| -- | -------------- | ------ | ------------ | ---- | ---- | --------------------------- |
| 1. | 2013年10月15日 | リガ   | ラトビア     | 2–0  | 2–2  | 2014 FIFAワールドカップ予選 |
| 2. | 2015年6月14日  | ジリナ | 北マケドニア | 1–0  | 2–1  | UEFA EURO 2016予選          |

## タイトル
ペトルジャルカ・アカデーミア
- フォルトゥナ・リーガ: 2007–08
- スロヴェンスキー・ポハール: 2007–08

スロヴァン・ブラチスラヴァ
- スロヴェンスキー・ポハール: 2009–10
- スロヴェンスキー・スーペルポハール: 2009